# Deutscher Industrieverlag
Der Deutsche Industrieverlag (DIV) mit Sitz in München publiziert Fachmedien für Ingenieure und Techniker. Er veröffentlicht Zeitschriften, Bücher, Online-Portale, Newsletter und mobile Medien im In- und Ausland und ist zudem Kongressveranstalter und Anbieter von Kommunikationsdienstleistungen. Der Deutsche Industrieverlag ist Teil der ACM-Unternehmensgruppe und Namensnachfolger des Oldenbourg Industrieverlages.

## Geschichte
Der Deutsche Industrieverlag ist Namensnachfolger des Oldenbourg Industrieverlages, der Teil der Wissenschaftsverlage der Oldenbourg Gruppe war.
Der Oldenbourg Verlag wurde 1858 von Rudolf Oldenbourg gegründet und war bis 2004 im Besitz der Familie Oldenbourg. Zwischen 2004 und 2008 gehörte der Oldenbourg Industrieverlag zur Cornelsen-Gruppe. 2009 war er Teil der Langenscheidt-Gruppe. Seit Anfang 2010 ist der Verlag Teil der ACM-Unternehmensgruppe und wurde Ende 2012 in Deutscher Industrieverlag umbenannt. Die Aktivitäten der Buch- und Zeitschriftenproduktion sind unterdessen in der Vulkan-Verlag GmbH zusammengefasst worden.

## Geschäftsfelder
Neben dem klassischen Verlagsgeschäft (Fachbücher und Fachmagazine) ist der Deutsche Industrieverlag als Kongressveranstalter und Anbieter von Kommunikationsdienstleistungen von Print über Onlinemedien bis zu mobilen Medien und Veranstaltungen tätig.

## Publikationen
Die fachlichen Sparten des Deutschen Industrieverlages umfassen Themen der Ver- und Entsorgung sowie der Automatisierungstechnik und Metallverarbeitung. Das Spektrum reicht von der Gas-, Wasser- und Abwasserwirtschaft über die Bahntechnik bis zur Heizungs-, Lüftungs- und Klimatechnik. Hinzu kommen die Sparten Ver- und Entsorgungstechnik, Rohrleitungstechnik, Industriearmaturen, Dichtungstechnik und die Thermoprozesstechnik im Vulkan-Verlag, einer Tochter des DIV. In jeder dieser Sparten bietet der Deutsche Industrieverlag Fachmedien für Ingenieure.

### Fachmedien
- atp edition; Premium-Fachmagazin für automatisierungstechnische Praxis
- atp!info; Automatisierung auf den Punkt
- gas; Fachzeitschrift für Anwendungen der Gasgerätetechnik, Trends und Themen der SHK- und der Energieversorgungsbranche
- gwf – Gas/Erdgas; technisch-wissenschaftliche Fachzeitschrift für das Gasfach
- gwf – Wasser/Abwasser; technisch-wissenschaftliche Fachzeitschrift für das Wasserfach
- gas for energy; Magazine for Smart Gas Technologies, Infrastructure and Utilisation
- Recht und Steuern im Gas- und Wasserfach; Fachzeitschrift